# Ricard Alarcón
Ricard Alarcón Tevar (Terrassa, 18 de agosto de 1991) é um jogador de polo aquático espanhol.

## Carreira
Alarcón integrou o elenco da Seleção Espanhola de Polo Aquático que ficou em sétimo lugar nos Jogos Olímpicos de 2016.